# Waq Pondok Sayur
Waq Pondok Sayur is een bestuurslaag in het regentschap Bener Meriah van de provincie Atjeh, Indonesië. Waq Pondok Sayur telt 768 inwoners (volkstelling 2010).